# ويستفيلد مقاطعة ماركيت (ويسكونسن)
ويستفيلد، مقاطعة ماركيت (بالإنجليزية: Westfield, Marquette County, Wisconsin)‏ هي بلدة تقع بولاية ويسكونسن في الولايات المتحدة. تبلغ مساحتها 74.8 (كم²)، وترتفع عن سطح البحر 277 م، بلغ عدد سكانها 689 نسمة في عام 2000 حسب إحصاء مكتب تعداد الولايات المتحدة وتصل الكثافة السكانية فيها 9.4 نسمة/كم2.

## وصلات خارجية
- The US50 - Cities and Towns in Wisconsin State
- Wisconsin Cities and Towns, Facts, Map, Flag, Colleges, Government, and More